# Liste der denkmalgeschützten Objekte in Velden am Wörther See
Die Liste der denkmalgeschützten Objekte in Velden am Wörther See enthält die 32 denkmalgeschützten, unbeweglichen Objekte der Gemeinde Velden am Wörther See.

## Denkmäler
| Foto |                 | Denkmal                                                                                                 | Standort                                                        | Beschreibung | Metadaten |
| ---- | --------------- | --- | --------------------------------------------------------------- | --- | --- |
| ja   | Datei hochladen | Kath. Filialkirche hl. Andrä HERIS-ID: 54600 Objekt-ID: 62924                                           | gegenüber Kirchenweg 1 Standort KG: Augsdorf                    | Auf einer Rippe des Chores mit 1482 bezeichnet, wurde das Bauwerk 1971 restauriert. Der kleine gotische Bau mit eingezogenem Chor weist ein reiches spätgotisches Friesband an der Süd-Seite des Chores (Fresko) auf. Eine Außenrestaurierung erfolgte 1982, ein westlicher Dachreiter mit Spitzhelm bekrönt das Bauwerk. Die westliche Vorlaube hat gemauerte Pfeiler; die Sakristei befindet sich an der Nord-Seite. Im West-Giebel sind drei Töpfe eingemauert. Im Westen befindet sich ein profiliertes gotisches Spitzbogenportal; gotische Spitzbogenfenster, zum Teil mit Maßwerk, sorgen für die Lichtflutung des Kirchenraumes. Ein ehemaliges nördliches Spitzbogenportal wurde 1971 zugemauert. An der Süd-Wand außen prangt ein Christophorusfresko, ehemals bezeichnet 1538. | BDA-Hist.: Q38061495 Status: § 2a Stand der BDA-Liste: 2025-06-30 Name: Kath. Filialkirche hl. Andrä GstNr.: .11 Filialkirche hl. Andrä, Selpritsch                                                           |
| ja   | Datei hochladen | Bildstock HERIS-ID: 68403 Objekt-ID: 81409                                                              | Oberer Kirchenweg Standort KG: Augsdorf                         | Der Bildstock wurde vermutlich im Jahr 1554 erbaut. Im Sockel des zweigeschoßigen quadratischen Tabernakelbildstocks (Pfeilerstock) befinden sich Bogennischen mit Darstellungen von Heiligen. Das Obergeschoß weist nur auf der Nordseite eine Bogennische auf, in der der Schmerzensmann dargestellt ist (in der entsprechenden Nische des Sockels: Evangelist Matthäus). Auf den anderen Seiten des Obergeschoßes sind dargestellt (in Klammer das Thema der entsprechenden Sockelnische): Maria mit dem Kinde (Evangelist Markus) im Osten, Heiliger Florian (Evangelist Lukas) im Süden, und Erzengel Michael (Evangelist Johannes, hier jedoch nicht mit seinem üblichen Adler-Attribut, sondern mit dem seltener vorkommenden Kelch) im Westen. Die gegenwärtige Bemalung stammt vom Rosegger Maler Peter Markovič aus dem Jahr 1902 (nach anderer Quelle 1907). | BDA-Hist.: Q38119593 Status: § 2a Stand der BDA-Liste: 2025-06-30 Name: Bildstock GstNr.: 1080 Tabernakelbildstock Augsdorf                                                                                   |
| ja   | Datei hochladen | Pfarrhof HERIS-ID: 58004 Objekt-ID: 68393                                                               | Oberer Kirchenweg 9 Standort KG: Augsdorf                       | Der Pfarrhof ist ein zweigeschoßiger mit einem Walmdach versehener Bau aus dem Jahr 1767. Das Portal ist spätbarock. | BDA-Hist.: Q38079892 Status: § 2a Stand der BDA-Liste: 2025-06-30 Name: Pfarrhof GstNr.: .67 Pfarrhof Augsdorf                                                                                                |
| ja   | Datei hochladen | Kath. Pfarrkirche hl. Maria Rosenkranzkönigin und Friedhof und Kapelle HERIS-ID: 53418 Objekt-ID: 61375 | Oberer Kirchenweg 10 Standort KG: Augsdorf                      | Ehemalige Wehrkirche, am Nord-Rand des Ortes innerhalb des 1707 angelegten Friedhofs, an drei Seiten von einem Graben umgeben und nur vom Süden her zugänglich. Urkundlich 1162/1164 Altarweihe durch Bischof Roman I. von Gurk (1131–1167); das Siegel des Bischofs 1906 beim Abbruch des alten Altartisches gefunden. Innenrestaurierung 1974, Außenrestaurierung 2013. Der romanische Bau bestand aus einem Schiff mit rechteckigem Chorschluss und Flachdecke. Zur Zeit der Türkeneinfälle, Ende des 15. Jahrhunderts, wurde der West-Turm zur Befestigung der Kirche angebaut; Chor und Seitenschiffe folgten Mitte des 16. Jahrhunderts (Holzschloss der westlichen Seitenschifftür bezeichnet 1554). Langhaus romanisches Mittelschiff und gotischen Seitenschiffen. West-Turm mit Biforenschallfenstern, Giebel und Pyramidenhelm; westlich des Turmes offene Vorhalle; an Turm-Süd-Seite Kreuzigungsgruppe von Peter Markovič Anfang des 20. Jahrhunderts; gotischer Chor, südliche Sakristei. Spitzbogiges gotisch profiliertes westliches Turmportal; rundbogiges gotisches West-Portal im südlichen Seitenschiff; im Chor gotische Spitzbogenfenster. Schmiedeeisernes Grabkreuz, um 1720, an der West-Seite der Kirche. | BDA-Hist.: Q23908747 Status: § 2a Stand der BDA-Liste: 2025-06-30 Name: Kath. Pfarrkirche hl. Maria Rosenkranzkönigin und Friedhof und Kapelle GstNr.: .70, 1083/2, 1083/1, .69 Pfarrkirche Augsdorf          |
| ja   | Datei hochladen | Villa Miralago HERIS-ID: 38927 Objekt-ID: 38557                                                         | Seecorso 33 Standort KG: Augsdorf                               | Die Villa Miralago ist ein repräsentativer, neobarocker Bau, der im Auftrag des Wieners Leopold Schick Ende des 19. Jahrhunderts errichtet wurde. In der 1994 erfolgten Fassadenrekonstruktion wurde die Architekturpolychromie aus der Erbauerzeit wiederhergestellt. | BDA-Hist.: Q37985484 Status: Bescheid Stand der BDA-Liste: 2025-06-30 Name: Villa Miralago GstNr.: .136 Villa Miralago (Velden am Wörther See)                                                                |
| ja   | Datei hochladen | Kath. Filialkirche hl. Ägidus/hl. Egid HERIS-ID: 53926 Objekt-ID: 62024                                 | südlich Dröschitzer Weg 22 Standort KG: Kerschdorf ob Velden    | Die Kirche liegt auf einem einsamen Hügel am Ostrand des Ortes und wurde 1968 restauriert. Der kleine romanische Bau mit niedriger, halbkreisförmiger Apsis besitzt einen östlichen Dachreiter mit Spitzhelm; die westliche Vorlaube krönt ein Schopfwalm und besitzt eine volkstümlich bemalte Holzdecke; in der Vorhalle gibt es einen Opfertisch mit Schalenstein. Der Kircheneingang ist ein rundbogiges West-Portal. In der Südwand befindet sich ein hochgelegenes romanisches Fenster; die übrigen Fenster sind spitzbogig. Schindeldach. An der Süd-Wand findet sich eine schlecht erhaltene Wandmalerei eines romanischen hl. Christophorus. 1993 erfolgte die Freilegung. | BDA-Hist.: Q38059099 Status: § 2a Stand der BDA-Liste: 2025-06-30 Name: Kath. Filialkirche hl. Ägidus/hl. Egid GstNr.: .17 Filialkirche hl. Egyd, Dröschitz (Velden am Wörthersee)                            |
| ja   | Datei hochladen | Kath. Filialkirche hl. Ulrich HERIS-ID: 53928 Objekt-ID: 62026                                          | bei Schoberweg 2 Standort KG: Kerschdorf ob Velden              | Urkundliche Erwähnung (mit dem Patrozinium hl. Magdalena) erfährt die Filialkirche erstmals im Jahre 1616. Restaurierungen wurden 1968 und 1996 durchgeführt. Dabei erfolgte die Sicherung des Christophorus-Freskos. Der kleine romanische Bau mit halbkreisförmiger niedriger Apsis weist einen östlichen Dachreiter mit Spitzhelm auf und hat eine westliche Vorlaube mit volkstümlich bemalter Decke des 18./19. Jahrhunderts. Am West- und Ost-Giebel sind je sechs Tonkrüge mit der Öffnung nach außen eingemauert, ursprünglich waren sie für Spenden gedacht. Die Süd-Wand ziert eine Wandmalerei des hl. Christopherus aus der zweiten Hälfte des 15. Jahrhunderts. Der in den 1960er Jahren errichtete Vorhallen-Zugang wurde 1997 wieder vermauert. | BDA-Hist.: Q38059121 Status: § 2a Stand der BDA-Liste: 2025-06-30 Name: Kath. Filialkirche hl. Ulrich GstNr.: .52 Filialkirche hl. Ulrich, Kerschdorf (Velden am Wörthersee)                                  |
| ja   | Datei hochladen | Kath. Filialkirche hl. Michael HERIS-ID: 58005 Objekt-ID: 68402                                         | Oberjeserz, Sumperweg Standort KG: Kerschdorf ob Velden         | Die Kirche liegt auf einem Felshügel im Osten des Ortes. Urkundlich erwähnt wird das Bauwerk bald nach 1175–1181. An der Triumphbogenwand findet sich die Jahreszahl 1687. 1996 erfolgte die Neueindeckung mit Lärchenschindeln. Der kleine spätgotische Bau hat einen östlichen Dachreiter und besitzt eine offene westliche Vorlaube. Das kleine rundbogige West-Portal hat eine Tür mit gotischen Beschlägen und Schlüsselfang. Das Dach ist mit Schindeln gedeckt. Die äußere Süd-Wand ziert eine bemerkenswerte Wandmalerei des hl. Christopherus vom Ende des 15. Jahrhunderts. An der West-Wand durch den Vorhallenbau teilweise überdeckt und zum Teil übertüncht, befinden sich weitere Wandbilder: heiliger Michael, Madonna mit Kind und Kreuzigung Christi mit Maria und Johannes aus der Mitte des 15. Jahrhunderts. | BDA-Hist.: Q38079907 Status: § 2a Stand der BDA-Liste: 2025-06-30 Name: Kath. Filialkirche hl. Michael GstNr.: .77 Filialkirche hl. Michael, Oberjeserz (Velden am Wörthersee)                                |
| ja   | Datei hochladen | Burgruine Hohenwart, Schwarzes Schloss/Cerni Grad HERIS-ID: 35862 Objekt-ID: 34696                      | südlich Hohenwartweg 54 Standort KG: Köstenberg                 | Die Burg Hochwart, Hohenwart oder Schwarzes Schloss wurde im 15. oder 16. Jahrhundert zerstört. Die Mauern um den inneren Burghof stammen von der Altburg aus der ersten Hälfte des 12. Jahrhunderts. Um den äußeren Burghof sind Reste einer Doppelkapelle und des – teilweise abgestürzten – Bergfrieds mit Erker im 4. Geschoß vorhanden, aus der 2. Hälfte des 13. Jahrhunderts. | BDA-Hist.: Q1015341 Status: Bescheid Stand der BDA-Liste: 2025-06-30 Name: Burgruine Hohenwart, Schwarzes Schloss/Cerni Grad GstNr.: 373, 383 Burgruine Hohenwart                                             |
| ja   | Datei hochladen | Kath. Pfarrkirche hll. Philipp und Jakob und Friedhof HERIS-ID: 54165 Objekt-ID: 62327                  | Köstenberg Standort KG: Köstenberg                              | Die gotische Wehrkirche hat Schießscharten im Obergeschoß des aus dem 14. Jahrhundert stammenden Chors. Das dritte Geschoß des schweren Westturms ist als Wehrgeschoß ausgebaut. Der barocke Hochaltar von 1696 (die Seitenaltäre sind ebenso alt) nimmt die ganze Breite und Höhe des Chors ein. | BDA-Hist.: Q38059834 Status: § 2a Stand der BDA-Liste: 2025-06-30 Name: Kath. Pfarrkirche hll. Philipp und Jakob und Friedhof GstNr.: .99, 1273 Pfarrkirche Köstenberg                                        |
| ja   | Datei hochladen | Kath. Filialkirche hl. Johannes der Täufer und Friedhof HERIS-ID: 54164 Objekt-ID: 62326                | bei Oberdorfer Weg 18 Standort KG: Köstenberg                   | Die kleine gotische Kirche mit romanischem Kern hat in der Mitte einen hölzernen Dachreiter, westlich eine Vorlaube und eine Tür mit gotischen Beschlägen und Holzschloss, und im Norden die Sakristei über einer Knochenkammer. Zur Einrichtung zählen zwei barocke Altäre. In der Vorhalle sind romanische Grabplatten. | BDA-Hist.: Q38059824 Status: § 2a Stand der BDA-Liste: 2025-06-30 Name: Kath. Filialkirche hl. Johannes der Täufer und Friedhof GstNr.: 1163 Filialkirche hl. Johannes d. T., Oberdorf (Velden am Wörthersee) |
| ja   | Datei hochladen | Kath. Filialkirche hl. Stefan und Friedhof HERIS-ID: 54193 Objekt-ID: 62363                             | St.-Egydener-Straße Standort KG: Latschach an der Drau          | Die kleine gotische Kirche mit hölzernem Dachreiter wurde 1486 vollendet. Die Schlusssteine des Sternrippengewölbes haben Sterne und Blüten. Gotische Wandmalereien: hl. Christophorus an der südlichen Außenwand, hl. Georg an der Triumphbogenwand. An den barocken Altären sind spätgotische Figuren. | BDA-Hist.: Q38059939 Status: § 2a Stand der BDA-Liste: 2025-06-30 Name: Kath. Filialkirche hl. Stefan und Friedhof GstNr.: .11, 498/1 Filialkirche hl. Stefan, Latschach (Velden am Wörthersee)               |
| ja   | Datei hochladen | Kath. Pfarrkirche hl. Martin und Friedhof HERIS-ID: 54240 Objekt-ID: 62418                              | Lindner Straße 2 Standort KG: Lind ob Velden                    | An die gotisierende, erst 1843 erbaute Kirche wurde 1869 ein mächtiger vierstöckiger Westturm mit Vorhalle im Turmerdgeschoß angebaut. Hochaltar und linker Seitenaltar sind von 1843, unter Verwendung barocker Teile. Bemerkenswert ist der rechte Seitenaltar von 1713 mit Laub- und Bandlwerk. | BDA-Hist.: Q38060069 Status: § 2a Stand der BDA-Liste: 2025-06-30 Name: Kath. Pfarrkirche hl. Martin und Friedhof GstNr.: .34, 471 Pfarrkirche Hl. Martin - Lind ob Velden                                    |
| ja   | Datei hochladen | Kath. Pfarrkirche hl. Ägidius HERIS-ID: 54650 Objekt-ID: 63012                                          | Messnerweg 1 Standort KG: St. Egiden                            | Die neue Pfarrkirche Heiliger Ägidius, von Josef Tusch erbaut, wurde 1973 eingeweiht. Der quadratische Bau besitzt an allen vier Seiten Fenster mit Strebepfeilern in der Fenstermitte. Darüber befindet sich ein mächtiges, überhängendes Giebeldach. Der Altar ist an drei Seiten mit Bänken umgeben. Unter der Westempore befindet sich die Vorhalle und Nebenkapelle. Im Osten sind Glasfenster von Anzolo Fuga aus Murano. | BDA-Hist.: Q38061765 Status: § 2a Stand der BDA-Liste: 2025-06-30 Name: Kath. Pfarrkirche hl. Ägidius GstNr.: 448/2 Neue Pfarrkirche St. Egyden an der Drau                                                   |
| ja   | Datei hochladen | Ehem. Pfarrkirche, heutige Aufbahrungshalle HERIS-ID: 54651 Objekt-ID: 63013                            | Sankt Egyden Standort KG: St. Egiden                            | Die ehemalige Pfarrkirche Heiliger Egyd, die heute als Aufbahrungshalle genutzt wird, wurde im Jahr 1315 zum ersten Mal urkundlich erwähnt. Seit 1784 ist sie eine selbständige Pfarre. Der massige Kirchenbau mit einem gotischen Chor hat vermutlich einen romanischen Kern. Der starke, zweigeschoßige gotische Westturm weist Spitzgiebel und einen Pyramidenhelm auf. Das spitzbogige, profilierte gotische Westportal ist zugemauert. An der südlichen Außenwand befinden sich Fragmente von Wandgemälden: Legende des Heiligen Egydius (aus der 2. Hälfte des 15. Jahrhunderts), Thronende Madonna mit Kind, sowie ein stehender Heiliger in einer Arkade. Die Turmhalle ist durch eine flachbogige Öffnung mit dem später angebauten 1½jochigen Langhaus verbunden. Das Langhaus mündet über einen halbkreisförmigen Triumphbogen in den 1-jochigen gotischen Chor mit 5/8-Schluss. Das Langhaus wird von einem gratigen Kreuzgewölbe, das auf Pfeilern ruht, überwölbt. Der Chor weist ein Kreuzrippengewölbe auf. Die westliche Orgelempore ist mit Tonnen unterwölbt. Nördlich des Chores befindet sich eine barocke Kapelle mit einem darüberliegenden Oratorium. Das Langhaus und die nordwestliche Kapelle weisen in Medaillons befindliche Deckengemälde aus dem 19. Jahrhundert auf. Die Wandmalereien an den Chorwänden und am Triumphbogen stammen aus der Mitte des 15. Jahrhunderts. Im Jahr 1976 wurden gotische Fresken freigelegt, die 1995 restauriert wurden. Die Glocke von Mathias Zechenter ist mit der Jahreszahl 1722 bezeichnet. Der bemerkenswerte barocke Hochaltar ist mit Matthias Pauer 1757 signiert und bezeichnet. Er füllt die volle Höhe und Breite des Chores aus und weist Säulen, einen Baldachin und Opfergangsportale auf. Unter dem Baldachin befinden sich die Figur des Heiligen Egydius. Seitlich davon sind die Heiligen Florian, Simon, Mathias und Donatus dargestellt, im Aufsatz eine Statue der Himmelskönigin in Originalfassung. Links befindet sich ein einfacher barocker Altar aus dem 3. Viertel des 18. Jahrhunderts mit einem Altarblatt des Heiligen Nepomuk und mit Figuren der Heiligen Blasius und Antonius Eremita. Im Aufsatz befindet sich ein bemerkenswertes Vesperbildwerk aus dem zweiten Viertel des 16. Jahrhunderts. Die barocke Kanzel der ehemaligen Pfarrkirche stammt aus dem 3. Viertel des 18. Jahrhunderts. Der Taufstein ist gotisch. Im Jahr 1996 wurde ein Empire-Luster instand gesetzt. | BDA-Hist.: Q38061776 Status: § 2a Stand der BDA-Liste: 2025-06-30 Name: Ehem. Pfarrkirche, heutige Aufbahrungshalle GstNr.: .37 Alte Pfarrkirche St. Egyden an der Drau                                       |
| ja   | Datei hochladen | Kath. Filialkirche hl. Maria am Humiz HERIS-ID: 54649 Objekt-ID: 63011                                  | Treffen Standort KG: St. Egiden                                 | An den gotischen, stichkappentonnengewölbten Chor wurde später das saalartige Langhaus angebaut; der Turm mit barockem Zwiebelhelm ist am Südostende des Langhauses. Zur Einrichtung gehören der spätbarocke Hochaltar (2. Viertel 18. Jahrhundert) in voller Chorbreite mit reichem, teils älterem Figurenschmuck, sowie die derben barocken Seitenaltäre von Ende des 17. Jahrhunderts. | BDA-Hist.: Q38061753 Status: § 2a Stand der BDA-Liste: 2025-06-30 Name: Kath. Filialkirche hl. Maria am Humiz GstNr.: .50, 616/23, 616/24 Filialkirche hl. Maria am Humitz, Treffen (Velden am Wörthersee)    |
| ja   | Datei hochladen | Feuerwehrgebäude, Schule, Musikschule, ehem. Spritzenhaus HERIS-ID: 55062 Objekt-ID: 63561              | Bäckerteichstraße 1 Standort KG: Velden am Wörthersee           | Das Spritzenhaus wurde 1925 von Franz Baumgartner erbaut. | BDA-Hist.: Q38063511 Status: § 2a Stand der BDA-Liste: 2025-06-30 Name: Feuerwehrgebäude, Schule, Musikschule, ehem. Spritzenhaus GstNr.: .322 Spritzenhaus Velden                                            |
| ja   | Datei hochladen | Hotel/Pension, Mößlacherhaus HERIS-ID: 36047 Objekt-ID: 34901                                           | Karawankenplatz 1 Standort KG: Velden am Wörthersee             | Das Mösslacherhaus ist ein früher Bau von Franz Baumgartner aus dem Jahre 1909. | BDA-Hist.: Q37968676 Status: Bescheid Stand der BDA-Liste: 2025-06-30 Name: Hotel/Pension, Mößlacherhaus GstNr.: .245 Mösslacherhaus (Velden am Wörther See)                                                  |
| ja   | Datei hochladen | Hotel Kointsch HERIS-ID: 36048 Objekt-ID: 34902                                                         | Karawankenplatz 2 Standort KG: Velden am Wörthersee             | Dreigeschoßiges Jugendstilhaus, erbaut 1909, einer der ersten Bauten von Franz Baumgartner in Kärnten. Variationen von Englischem Landhausstil, Jugendstil und Regionalromantik („Wörther See-Architektur“). Generalsanierung 1990/91 (Rekonstruktion der Architektur von 1909). | BDA-Hist.: Q37968691 Status: Bescheid Stand der BDA-Liste: 2025-06-30 Name: Hotel Kointsch GstNr.: .262 Hotel Kointsch (Velden am Wörther See)                                                                |
| ja   | Datei hochladen | Hotel Carinthia HERIS-ID: 36049 Objekt-ID: 34903                                                        | Karawankenplatz 3 Standort KG: Velden am Wörthersee             | Gebäude und Ausstattung von Franz Baumgartner 1924. | BDA-Hist.: Q37968707 Status: Bescheid Stand der BDA-Liste: 2025-06-30 Name: Hotel Carinthia GstNr.: .313 Hotel Carinthia, Velden am Wörther See                                                               |
| ja   | Datei hochladen | Wohn- und Geschäftshaus HERIS-ID: 36050 Objekt-ID: 34904                                                | Karawankenplatz 4 Standort KG: Velden am Wörthersee             | | BDA-Hist.: Q37968721 Status: Bescheid Stand der BDA-Liste: 2025-06-30 Name: Wohn- und Geschäftshaus GstNr.: .314                                                                                              |
| ja   | Datei hochladen | Kath. Filialkirche hl. Jakob HERIS-ID: 55061 Objekt-ID: 63560                                           | Kirchenstraße Standort KG: Velden am Wörthersee                 | Romanischer beziehungsweise frühgotischer Bau (Teile erhalten), danach Verlängerung um 1 Joch nach Westen; mit eingezogenem niedrigerem Chor, südlicher Sakristei und westlichem Vorhallenturm. 1984 Freskenfund: Chor-Südwand barockes Fresko heiliger Antonius Eremita. Langhaus dreijochig mit Stichkappentonnengewölbe, hölzerne Westempore. Runder Triumphbogen. Chor mit Kreuzgewölbe und 4/8-Schluss. Klassizistischer Grabstein der Maria Kappitsch, gestorben 1849. | BDA-Hist.: Q38063509 Status: § 2a Stand der BDA-Liste: 2025-06-30 Name: Kath. Filialkirche hl. Jakob GstNr.: .63 Filialkirche hl. Jakob, Velden am Wörthersee                                                 |
| ja   | Datei hochladen | Kath. Pfarrkirche Unsere Liebe Frau HERIS-ID: 55063 Objekt-ID: 63562                                    | Kirchenstraße 23 Standort KG: Velden am Wörthersee              | Am Westrand der Ortschaft in erhöhter Lage. Seit 1949 Pfarre, vorher Filiale von Kranzlhofen. Erbaut 1937 von Franz Baumgartner, Vorhalle 1962. Gewesteter Bau mit nördlichem Seitenschiff und Turm an der Südostecke des Langhauses. Lang- und Seitenschiff flach gedeckt, halbkreisförmiger Triumphbogen, gewölbter Chor mit Halbkreisschluss. 1988 Innenrestaurierung. Wiederherstellung der Farbigkeit von 1938. | BDA-Hist.: Q30723729 Status: § 2a Stand der BDA-Liste: 2025-06-30 Name: Kath. Pfarrkirche Unsere Liebe Frau GstNr.: .452 Pfarrkirche Velden am Wörther See                                                    |
| ja   | Datei hochladen | Franzosenbrücke HERIS-ID: 65100 Objekt-ID: 77917                                                        | Klagenfurter Straße Standort KG: Velden am Wörthersee           | Bundesstraße 83, über Göriacher Bach; errichtet Ende des 19. Jahrhunderts, einfacher „gemauerter Durchlass“ mit Steinschnitt („hochgestellte Bogensteine“), 1991 Rekonstruktion der Steingewölbebrücke mit Wiederherstellung der Brüstungsmauern. | BDA-Hist.: Q38109182 Status: § 2a Stand der BDA-Liste: 2025-06-30 Name: Franzosenbrücke GstNr.: 927/3, 626/3, 617/4                                                                                           |
| ja   | Datei hochladen | Kalvarienbergkapelle und Kreuzwegstationen HERIS-ID: 54150 Objekt-ID: 62310                             | Kranzlhofen Standort KG: Velden am Wörthersee                   | Die Kalvarienbergkapelle befindet sich auf einem Hügel südlich der Ortschaft Kranzlhofen. Zur Kapelle führen Kreuzwegstationen in Form von 14 gemauerten Nischen. Die Kapelle selber ist ein kleiner, nach Norden ausgerichteter, 1816/29-30 errichteter Bau mit einem südlichen Dachreiter. An der nördlichen Innenwand befindet sich eine geschnitzte, spätbarocke Kreuzigungsgruppe aus dem Jahr 1793. | BDA-Hist.: Q38059763 Status: § 2a Stand der BDA-Liste: 2025-06-30 Name: Kalvarienbergkapelle und Kreuzwegstationen GstNr.: .44/4                                                                              |
| ja   | Datei hochladen | Kath. Pfarrkirche hl. Johannes der Täufer und Friedhof HERIS-ID: 54149 Objekt-ID: 62309                 | Kranzlhofenstraße 67 Standort KG: Velden am Wörthersee          | Die in weithin sichtbarer Lage errichtete Pfarrkirche ist von einem Friedhof umgeben und wurde urkundlich bereits zwischen 1175 und 1181 erwähnt. Die Chorturmkirche ist in ihrem Kern vom vierten Viertel des 12. Jahrhunderts (Langhaus) bzw. von Anfang des 13. Jahrhunderts (Chorturm). Der Turm ist viergeschoßig, im Osten besaß er ursprünglich eine eingezogene Rundapsis (Dachschräge unter dem Chordach an der Turmwand sichtbar), die bis zum dritten Geschoß romanisch ist, dort sind vermauerte Zwillingsfenster, das Glockengeschoß aus der zweiten Hälfte des 14. Jahrhunderts hat spitzbogige Schallöffnungen; Zwiebelhelm und Laterne sind aus dem 19. Jahrhundert. Der polygonale Chor aus der zweiten Hälfte des 14. Jahrhunderts hat Spitzbogenfenster. Die Sakristei liegt an der Turm-Nord-Seite. Vermutlich wurde das nördliche Seitenschiff im Jahre 1586 errichtet. Im Westen und Norden weist das Bauwerk profilierte Spitzbogenportale auf, das nördliche mit hölzerner Vorlaube; an letzterem ruht der Sturzbalken auf gotischen Kopfkonsolen aus der zweiten Hälfte des 14. Jahrhunderts. Die Tür mit Holzschloss ist mit 1586 bezeichnet. Das Dach ist mit Schindeln gedeckt. An der Südwand des Turms befindet sich ein Kreuzigungsfresko vom Ende des 18. Jahrhunderts. | BDA-Hist.: Q38059752 Status: § 2a Stand der BDA-Liste: 2025-06-30 Name: Kath. Pfarrkirche hl. Johannes der Täufer und Friedhof GstNr.: .42, 245 Pfarrkirche Kranzlhofen                                       |
| ja   | Datei hochladen | Villa Klützke HERIS-ID: 59882 Objekt-ID: 71551                                                          | Rosentaler Straße 10 Standort KG: Velden am Wörthersee          | Von Franz Baumgartner 1925/30 errichtet. | BDA-Hist.: Q38089002 Status: Bescheid Stand der BDA-Liste: 2025-06-30 Name: Villa Klützke GstNr.: .362, 779/12 Villa Klutzke, Velden                                                                          |
| ja   | Datei hochladen | Villa Stelzer HERIS-ID: 59883 Objekt-ID: 71552                                                          | Rosentaler Straße 14 Standort KG: Velden am Wörthersee          | Von Franz Baumgartner 1925 errichtet. | BDA-Hist.: Q38089014 Status: Bescheid Stand der BDA-Liste: 2025-06-30 Name: Villa Stelzer GstNr.: .341 Villa Stelzer, Velden                                                                                  |
| ja   | Datei hochladen | Schloss Velden HERIS-ID: 36051 Objekt-ID: 34905                                                         | Seecorso 10 Standort KG: Velden am Wörthersee                   | Das um 1590 erbaute Schloss wurde 1890 nach Plänen von Wilhelm Hess in ein Schlosshotel im Neorenaissancestil umgebaut, und in den 1920er Jahren nochmals umgebaut durch Franz Baumgartner. Der große zwei- bis dreigeschoßige Bau hat vier Ecktürme. Das nördliche Rustikaportal mit Wappen ist mit 1603 bezeichnet, die Biforenfenster über dem Westportal stammen aus der Erbauungszeit. | BDA-Hist.: Q2243844 Status: Bescheid Stand der BDA-Liste: 2025-06-30 Name: Schloss Velden GstNr.: 793 Schloss Velden (Kärnten)                                                                                |
| ja   | Datei hochladen | Villa Helene, ehem. Villa Schick HERIS-ID: 36046 Objekt-ID: 34900                                       | Seecorso 62 Standort KG: Velden am Wörthersee                   | Ende des 19. Jahrhunderts von Leopold Schick als neobarockes Landhaus in einem großen Park errichtet, zur Jahrhundertwende vergrößert und zu schlossartigem Bau umgestaltet. Seit den 1950er-Jahren als Hotel-Pension genützt. Zweigeschoßiger Bau, westlich Anbau mit Eckturm und östlicher Veranda. Fassaden mit reicher späthistoristischer Stuckornamentik. Breite Freitreppe zum Haus führt im Norden zu vorgelagerter Terrasse. | BDA-Hist.: Q37968662 Status: Bescheid Stand der BDA-Liste: 2025-06-30 Name: Villa Helene, ehem. Villa Schick GstNr.: .120 Villa Helene, Velden am Wörthersee                                                  |
| ja   | Datei hochladen | Villa Maire/später Posterholungsheim HERIS-ID: 55060 Objekt-ID: 63558                                   | Unterwinklernstraße 12 Standort KG: Velden am Wörthersee        | Die von Franz Baumgartner 1920 im Wörtherseestil errichtete Villa zeigt Einflüsse englischer Architektur und des Biedermeiers. | BDA-Hist.: Q38063502 Status: Bescheid Stand der BDA-Liste: 2025-06-30 Name: Villa Maire/später Posterholungsheim GstNr.: .300 Villa Maire, Velden                                                             |
| ja   | Datei hochladen | Kath. Filialkirche hll. Johannes und Paul HERIS-ID: 55057 Objekt-ID: 63554                              | Unterwinklern 3a, in der Nähe Standort KG: Velden am Wörthersee | Kleiner romanischer Bau mit gotischem Chor, 5/8-Schluss, östlicher Dachreiter mit Spitzhelm, Vorlaube. In der Süd-Wand hochgelegenes romanisches Schlitzfenster, ansonsten spitzbogige Fenster, z. T. mit Maßwerknasen. Schindeldach. In der Vorlaube gotisches Wandgemälde: Heilige Wolfgang, Michael, Leonhard aus der Werkstatt des Thomas von Villach, um 1460–1470; frühromanische Grabplatte mit Kreuz. An der Süd-Wand obere Hälfte eines Christophorusbildes Anfang 14. Jahrhundert. An der Süd-Wand ein in den Mörtel eingedrücktes romanisches Knotenkreuz. | BDA-Hist.: Q38063496 Status: § 2a Stand der BDA-Liste: 2025-06-30 Name: Kath. Filialkirche hll. Johannes und Paul GstNr.: .22/2 Filialkirche hll. Johannes und Paul, Unterwinklern (Velden am Wörthersee)     |